# 佟家村 (利津县)
佟家村 ，中华人民共和国山东省东营市利津县北宋镇所辖行政村。位于利津县西南部。全村人口193户，629人(2010年底)。耕地面积870亩。区划代码370522101269。